# Frank Luther Mott
Frank Luther Mott (4 avril 1886 à Rose Hill, Iowa – 23 octobre 1964 à Columbia, Missouri) est un historien et journaliste américain. En 1939, il remporte le prix Pulitzer d'histoire, pour ses volumes II et III de sa série d'ouvrages A History of American Magazines.

## Biographie
Frank Luther Mott est né à Rose Hill, dans l'Iowa, le 4 avril 1886. Ses parents sont Mary E. Tipton et David Charles Mott, éditeurs de l'hebdomadaire local What Cheer, Iowa Patriot. La famille possède une imprimerie dans le comté de Keokuk. Il est issu d'une famille Quaker, et lui-même pratiquant.

## Carrière universitaire
Frank Luther Mott enseigne l'anglais au Simpson College à Indianola, et dirige le département de journalisme de l'université de l'Iowa pendant 20 ans, jusqu'à sa nomination comme doyen de l'école de journalisme l'université du Missouri en 1942.
Mott est parfois crédité de l'invention du terme photojournalisme, en 1924. Il est l'un des précurseurs de cette pratique : le premier cours de photojournalisme est donné à l'université de l'Iowa pendant sa direction, et le premier programme de photojournalisme, dirigé par Clifton C. Edom, est lancé en 1943 à l'université du Missouri, à sa demande.
Son livre intitulé American Journalism: A History of Newspapers in the United States through 250 years 1690 to 1940 publié en 1941, fait figure de référence à l'époque pour ce qui concerne l'histoire du journalisme.
Frank Luther Mott est passionné par les magazines, que son père amasse dans la maison familiale. Sa série A History of American Magazines est d'abord un projet de thèse de doctorat à Columbia, à la fin des années 1920. Il prévoit d'en rédiger six volumes. Cependant, d'autres projets, comme son ouvrage American Journalism, l'empêche d'achever ces ambitions. Quatre volumes de American Magazines traite de l'histoire des magazines jusqu'en 1905. Frank Luther Mott est mort sans avoir pu achever le volume V, qui aurait traité de la période 1905-1930. Il aurait également dû intégrer un index des cinq volumes. Le volume six aurait sans doute couvert la période postérieure à 1930.
Les volumes II et III de A History of American Magazines, publié en 1938, remporte le prix Pulitzer d'histoire en 1939. Le volume IV remporte le prix Bancroft en 1958.
Frank Luther Mott a aussi été président de la fraternité Kappa Tau Alpha entre 1937 et 1939. Il meurt à Columbia, dans le Missouri, le 23 octobre 1964.

## Publications
- Interpretations of Journalism: A Book of Readings avec Ralph D. Casey, 1937.
- A History of American Magazines, 1741-1850;  A History of American Magazines, 1850-1865, 1938.
- "Trends in newspaper content." The Annals of the American Academy of Political and Social Science (1942): 60-65. in JSTOR
- "Facetious News Writing, 1833-1883." Mississippi Valley Historical Review (1942): 35-54. in JSTOR
- Jefferson and the Press (Louisiana State University Press, 1943)
- "The Newspaper Coverage of Lexington and Concord." New England Quarterly (1944): 489-505. in JSTOR
- "Newspapers in presidential campaigns." Public Opinion Quarterly 8.3 (1944): 348-367. Online
- Golden Multitudes: the Story of Best Sellers in the United States, 1947.
- The news in America Harvard Univ Press, 1952.
- A History of American Magazines: 1885-1905 Vol. 4. Belknap Press of Harvard University Press, 1957.
- The Old Printing Office with John DePol, 1962.
- American Journalism, a History, 1690-1960, 1962.